# رمضان في روسيا

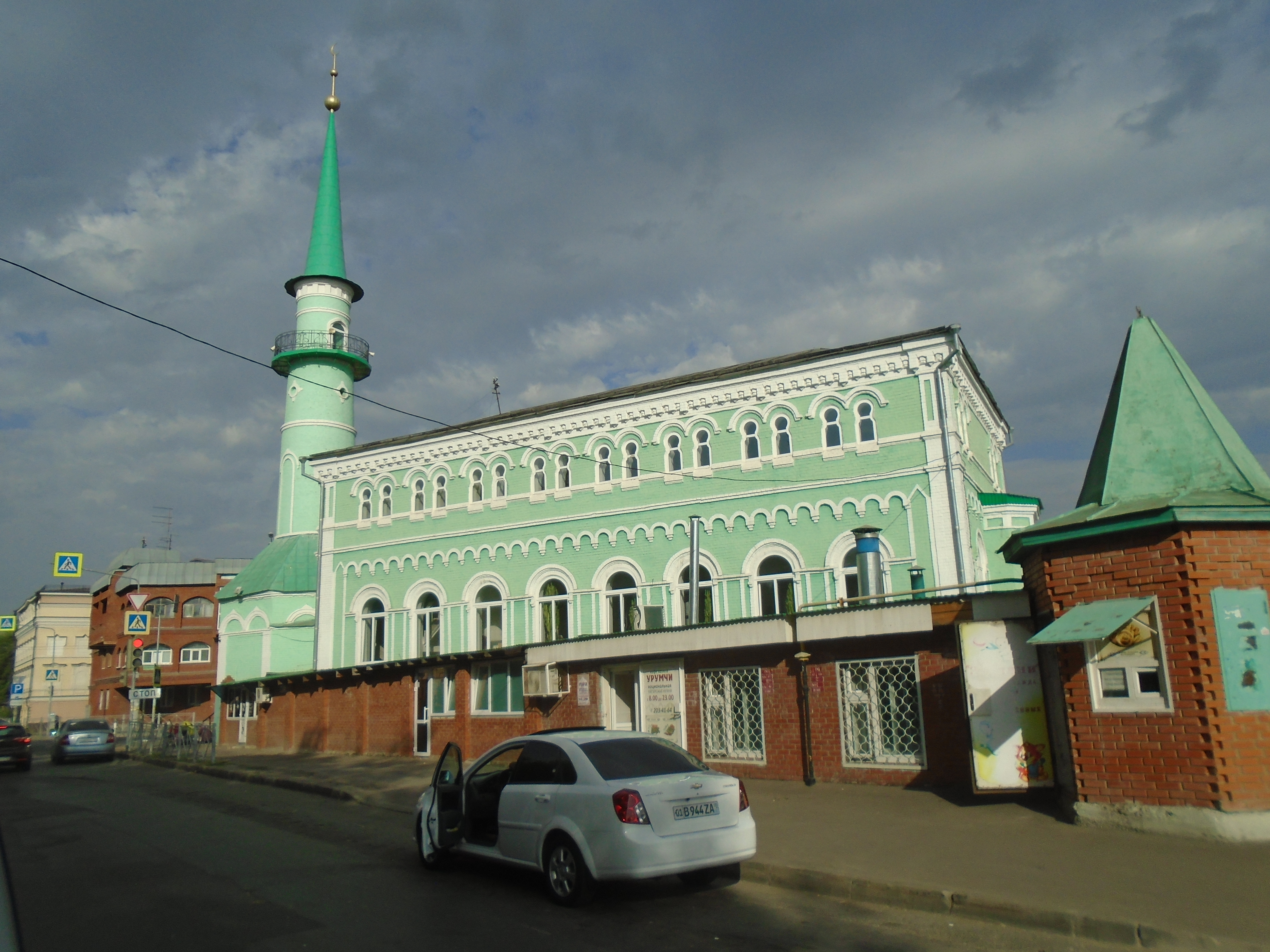
مسجد السلطان في روسيا حيث تقام الشعائر الإسلامية ومنها صلاة التراويح في رمضان.

رمضان في روسيا:(بالإنجليزية: Ramadan in Russia)‏ رمضان هو شهر مهم في العالم الإسلامي، ويحتفل به المسلمون في مختلف أنحاء العالم بطرق متنوعة. وفي روسيا، يعيش المسلمون هذا الشهر الفضيل وسط تحديات وفرص فريدة. يتسم رمضان في روسيا بتاريخ غني وتطور مستمر للتجربة الروسية الإسلامية.

## التاريخ والتطور
تاريخ رمضان في روسيا يعود إلى قرون مضت، حيث بدأت العلاقة بين الإسلام وروسيا في القرون الوسطى. تأثرت روسيا بالتجارة والاتصالات مع الشرق الإسلامي، وأدى ذلك إلى انتشار الإسلام في بعض المناطق الروسية. تطورت البلدان الإسلامية في روسيا مع مرور الوقت، وشهدت تناميًا في الأعداد والتنظيم والممارسات الدينية.
أصبح الإسلام ثاني أكبر ديانة في البلاد. تعتبر مناطق القوقاز في روسيا معقلاً للمسلمين وتحظى بتجارب ثقافية فريدة أثناء رمضان. يتمتع المجتمع المسلم في روسيا بحرّية ممارسة شعائرهم الدينية والمشاركة في الأنشطة المجتمعية التي تنظم خلال الشهر الفضيل.

## العادات والتقاليد
يعيش المسلمون في روسيا رمضان بشكل يتماشى مع ثقافتهم وتقاليدهم الخاصة. يتميز رمضان في روسيا بالعديد من العادات والتقاليد المميزة مثل إقامة صلاة التراويح في المساجد والمشاركة في الأنشطة الاجتماعية والثقافية التي تنظم خلال الشهر الكريم. تحظى المدن الروسية مثل موسكو وقازان وغروزني بتزيينات رمضانية جميلة وفعاليات مميزة تجذب الزوار.

## التعايش الديني والثقافي
تشهد روسيا تعايشًا دينيًا وثقافيًا بين المسلمين وغير المسلمين خلال رمضان.  تقوم الحكومة الروسية بتوفير الدعم اللازم للمسلمين خلال هذا الشهر، بما في ذلك توفير الأماكن المخصصة لتناول وجبة الإفطار في الأماكن العامة. يتم تنظيم فعاليات مشتركة بين المسلمين وغير المسلمين لتعزيز التفاهم المتبادل والتعايش السلمي بين الثقافات المختلفة.

## المساجد والممارسات الدينية
تحتضن روسيا العديد من المساجد التاريخية والحديثة التي تعكس التنوع الثقافي والديني للمسلمين في البلاد. تقدم المساجد في روسيا خدمات دينية متنوعة، بما في ذلك الصلوات الجماعية والمحاضرات وتلاوة القرآن الكريم. يتم تنظيم مجموعة متنوعة من الفعاليات الدينية والاجتماعية في المساجد خلال شهر رمضان، بما في ذلك تنظيم الإفطار الجماعي والتبرعات للفقراء والمحتاجين.

## التجربة الروسية الإسلامية
تشتهر روسيا بتنوع ثقافاتها وأديانها، والإسلام يشكل جزءًا هامًا من التجربة الروسية الدينية. يعيش المسلمون في روسيا تجربة فريدة تتمثل في التوازن بين الهوية الروسية والممارسات الدينية. يتم تشجيع التعايش السلمي بين الأديان المختلفة في روسيا، ويتمتع المسلمون بحقوقهم الدينية وحرية ممارسة شعائرهم. 

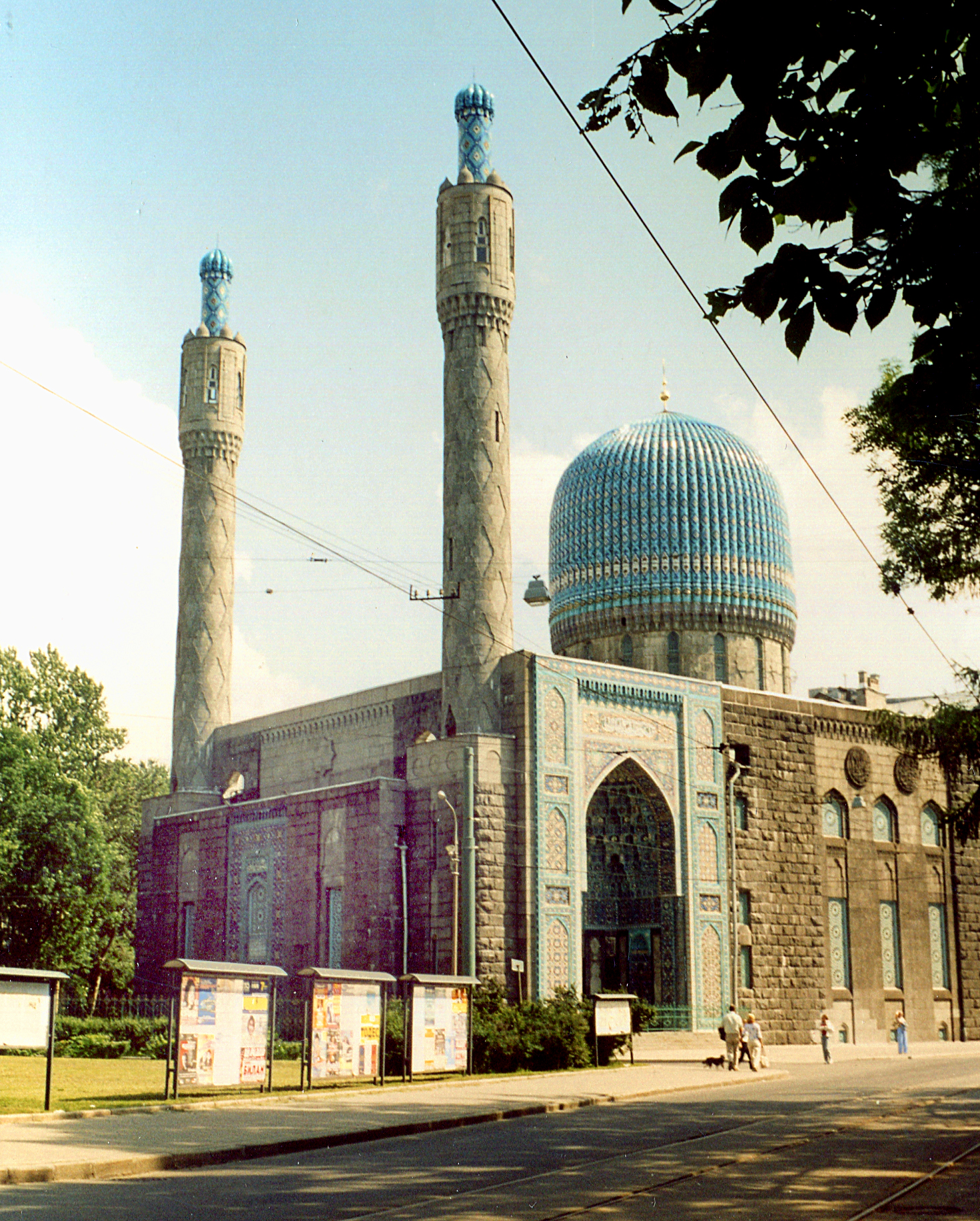
مسجد أُسس في عصر الإمبراطورية الروسية في سانت بطرسبرغ
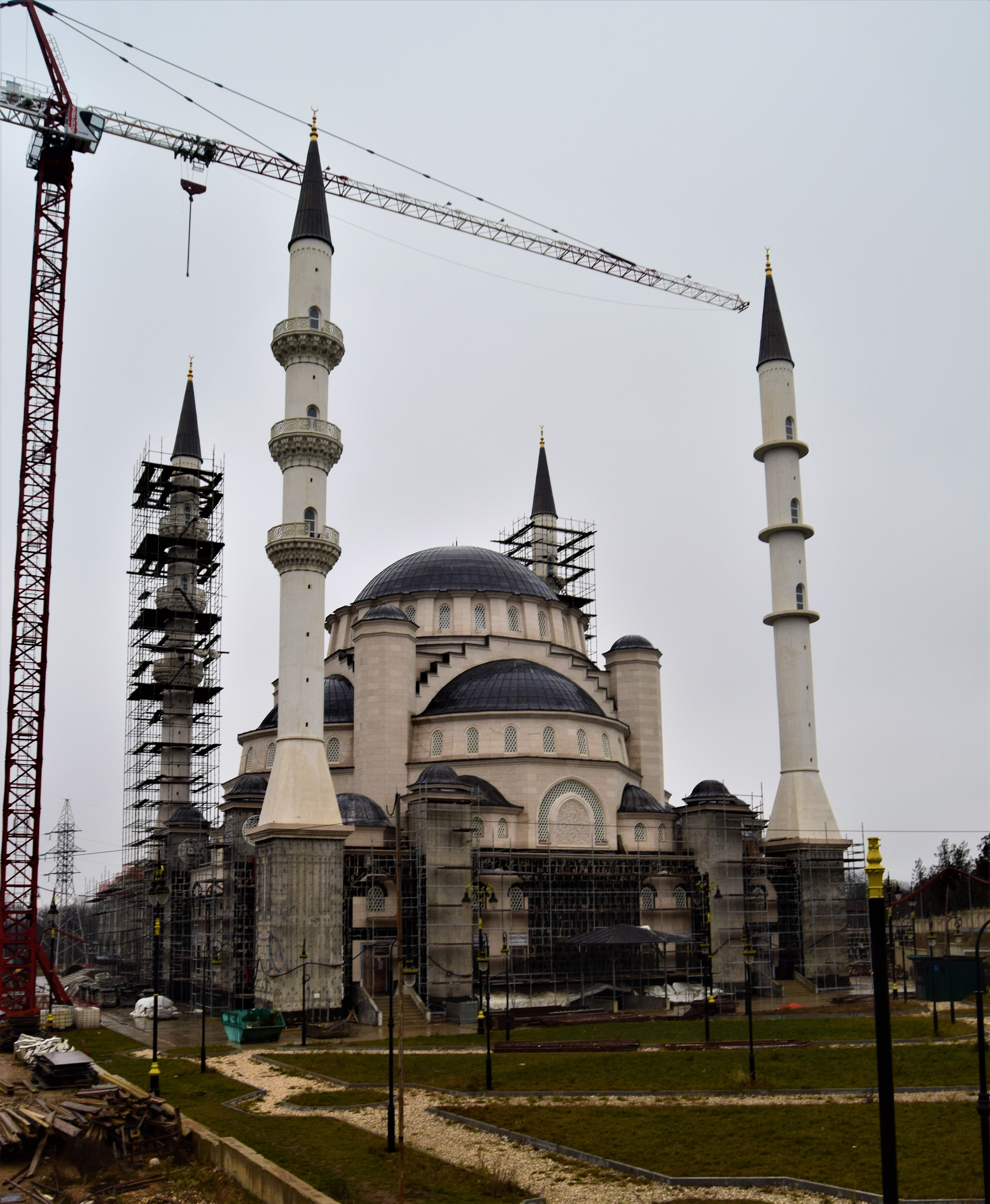
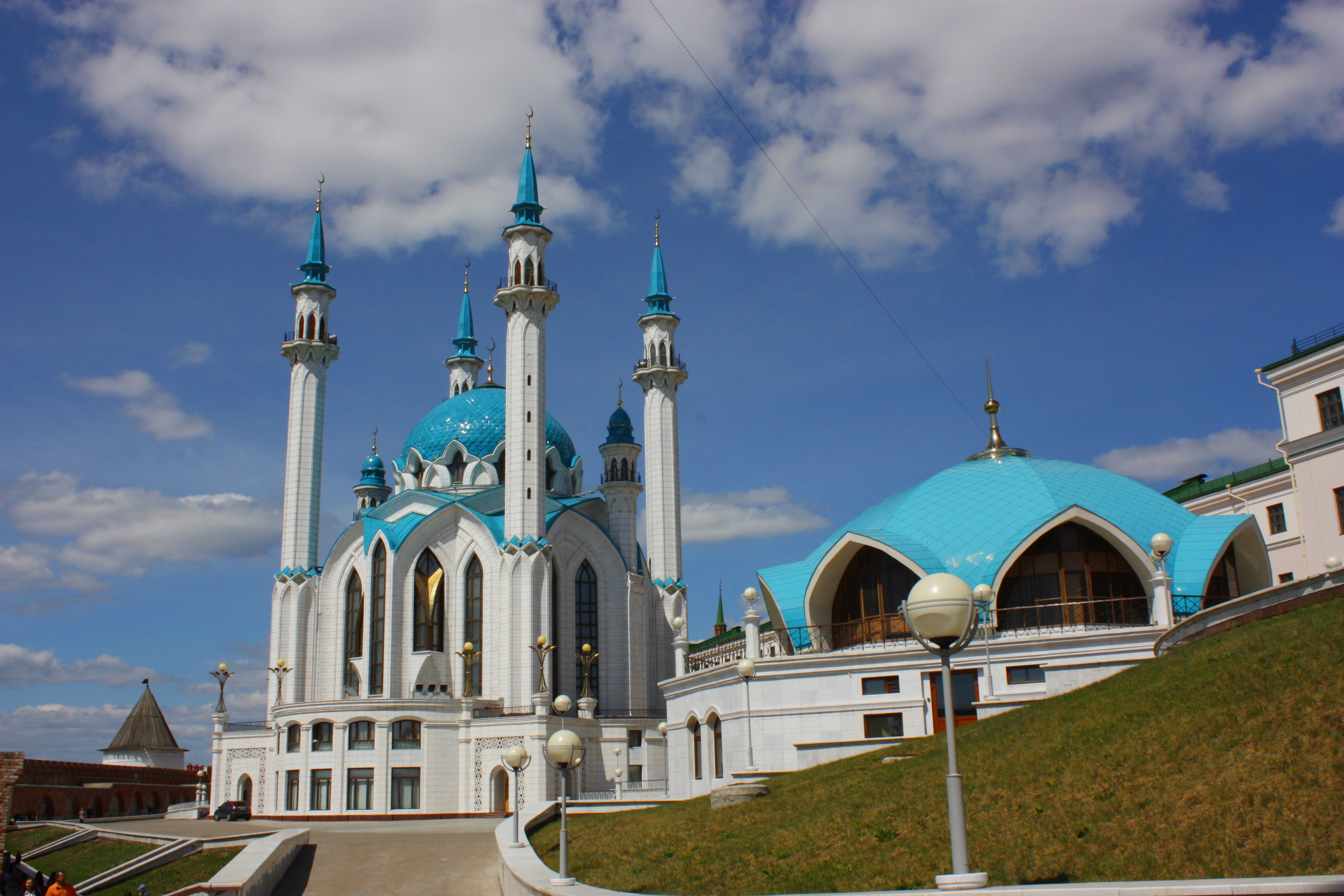
مسجد قول شريف في قازان، الذي ينتمي إلى الإسلام السنيـ هو واحد من أكبر المساجد في روسيا، حيث تقام صلاة التراويح والعبادات في رمضان
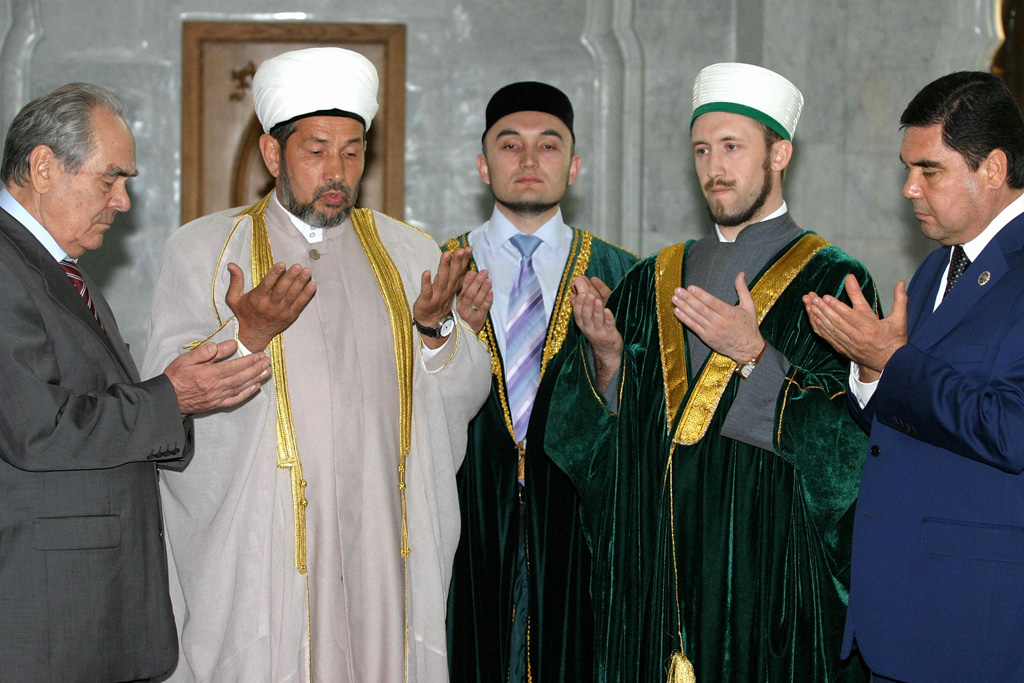
رؤساء ووجهاء مسلمون في مسجد في روسيا حيث هناك تعايش سلمي للأديان.